# إريك هالي
إريك هالي (بالإنجليزية: Eric Halley)‏ هو لاعب رماية جنوب أفريقي، ولد في 3 ديسمبر 1893 في دنيدن في نيوزيلندا، وتوفي في 17 يونيو 1953 في بيترماريتزبرغ في جنوب أفريقيا.

## وصلات خارجية
- إريك هالي على موقع أوليمبيديا (الإنجليزية)